# Phil Mahre
Phillip Ferdinand Mahre detto Phil (Yakima, 10 maggio 1957) è un ex sciatore alpino statunitense, campione olimpico nello slalom speciale a Sarajevo 1984, campione iridato nella combinata a Lake Placid 1980 e vincitore di tre Coppe del Mondo generali e tre di specialità.

## Biografia
Nato a Yakima, è fratello gemello di Steve, a sua volta sciatore alpino di alto livello.

### Carriera sciistica

#### Stagioni 1973-1978
Specialista delle prove tecniche, Mahre entrò nella nazionale statunitense nel 1973 e ottenne il primo risultato di rilievo in Coppa del Mondo il 5 dicembre 1975, giungendo 6º nello slalom gigante disputato a Val-d'Isère. Nel febbraio dell'anno successivo partecipò ai XII Giochi olimpici invernali di Innsbruck 1976, sua prima presenza olimpica, piazzandosi 5º nello slalom gigante e 18º nello slalom speciale. Poco più tardi, il 5 marzo a Copper Mountain, colse in slalom gigante il primo podio in Coppa del Mondo (2º).
Il 10 dicembre 1976, ancora a Val-d'Isère, conquistò il primo successo in Coppa del Mondo, precedendo in slalom gigante lo svedese Ingemar Stenmark e l'austriaco Klaus Heidegger. Nella stagione successiva fu convocato per i Mondiali di Garmisch-Partenkirchen 1978, sua prima presenza iridata, dove si classificò 5º nello slalom gigante. In quella stagione 1977-1978, dopo aver ottenuto cinque podi con due vittorie, fu 2º nella classifica generale, staccato di 34 punti dal vincitore Stenmark, e 3º sia in quella di slalom gigante, sia in quella di slalom speciale.

#### Stagioni 1979-1980
Nella stagione 1978-1979 in Coppa del Mondo colse otto podi con due vittorie e fu 3º nella classifica generale e 2º in quella di slalom speciale, a 12 punti dal vincitore Stenmark; a Lake Placid subì un grave infortunio, che compromise in parte la sua stagione.
L'anno dopo ai XIII Giochi olimpici invernali di Lake Placid 1980 conquistò la medaglia d'argento nello slalom speciale, secondo solo a Stenmark, e si classificò 14º nella discesa libera e 10º nello slalom gigante; vinse inoltre la medaglia d'oro nella combinata, disputata in sede olimpica ma valida solo ai fini dei Mondiali 1980. In quella stagione 1979-1980 in Coppa del Mondo, dopo aver ottenuto quattro podi con una vittoria, fu 3º nella classifica generale e vinse quella della combinata, per la quale tuttavia all'epoca non veniva assegnato alcun trofeo.

#### Stagioni 1981-1982
Nella stagione 1980-1981 in Coppa del Mondo ottenne undici podi con sei vittorie e vinse la sua prima coppa di cristallo generale con 266 punti, 6 in più di Stenmark; fu inoltre 3º nella classifica di slalom gigante, 2º in quella di slalom speciale (a 23 punti da Stenmark) e vinse nuovamente quella di combinata.
Nella successiva stagione 1981-1982 i suoi podi in Coppa del Mondo furono venti, con otto vittorie (tra le quali quelle in classiche dello sci alpino come gli slalom speciali del Canalone Miramonti di Madonna di Campiglio e della Männlichen/Jungfrau di Wengen e lo slalom gigante di Kranjska Gora) e si aggiudicò la sua seconda Coppa del Mondo generale con 98 punti di vantaggio su Stenmark; vinse anche le Coppe del Mondo di slalom gigante e di slalom speciale, superando Stenmark rispettivamente di 4 e di 10 punti, e, per la terza volta, la classifica di combinata. Ai Mondiali di Schladming 1982, sua ultima presenza iridata, non ottenne invece piazzamenti di rilievo.

#### Stagioni 1983-1984
Anche nella stagione 1982-1983 vinse la Coppa del Mondo generale (con 67 punti di vantaggio su Stenmark), quella di slalom gigante (con 7 punti di vantaggio su Stenmark e Max Julen, secondi a pari merito) e la classifica di combinata; salì sul podio dodici volte, con sei vittorie: tra queste figurarono la prestigiosa combinata dell'Hahnenkamm di Kitzbühel e l'ultimo successo di Mahre in Coppa del Mondo, il 19 marzo nello slalom gigante di Furano. Mahre divenne così il terzo atleta a vincere tre coppe di cristallo generali consecutivamente, dopo Gustav Thöni e Stenmark.
La prestigiosa carriera dello sciatore fu coronata in occasione dei XIV Giochi olimpici invernali di Sarajevo 1984, sua ultima presenza olimpica, che videro Phil e Steve Mahre piazzarsi rispettivamente primo e secondo nello slalom speciale; Phil fu inoltre 8º nello slalom gigante. In quella stessa stagione 1983-1984 in Coppa del Mondo fu 15º nella classifica generale e colse tre podi, l'ultimo il 6 marzo a Vail in slalom speciale. Si ritirò assieme al fratello al termine di quella stessa stagione (l'ultima sua gara fu lo slalom gigante di Coppa del Mondo disputato a Vail il 7 marzo e chiuso al 18º posto); contribuì alla loro precoce decisione (avevano 27 anni) anche l'amarezza provata per la squalifica subita in occasione dello slalom speciale di Parpan del 16 gennaio, a causa di uno scambio di pettorale con Steve, e per la campagna stampa denigratoria che ne seguì, nonostante la solidarietà manifestata dai colleghi.

#### Stagioni 2007-2009
Dal 2007 al 2009 Mahre riprese l'attività agonistica partecipando ad alcune gare FIS negli Stati Uniti; il 5 gennaio 2007 nello slalom gigante FIS di Mammoth Mountain si classificò in 2º posizione, preceduto da Errol Kerr e seguito da Greg Bartels: due sciatori entrambi di ventinove anni più giovani di lui.
L'ultima gara della carriera di Mahre fu lo slalom gigante FIS disputato a Park City il 4 gennaio 2009, nel quale uscì durante la prima manche.

### Altre attività
Dopo il ritiro, dal 1988 al 1990 prese parte al circuito professionistico nordamericano (Pro Tour) e si dedicò assieme a Steve all'automobilismo; in seguito i fratelli Mahre divennero titolari di un centro di allenamento a Park City, nello Utah.

## Palmarès

### Olimpiadi
- 2 medaglie:
  - 1 oro (slalom speciale a Sarajevo 1984)
  - 1 argento (slalom speciale a Lake Placid 1980), valido anche ai fini iridati

### Mondiali
- 1 medaglia, oltre a quella conquistata in sede olimpica e valida anche ai fini iridati: 
  - 1 oro (combinata a Lake Placid 1980)

### Coppa del Mondo
- Vincitore della Coppa del Mondo nel 1981, nel 1982 e nel 1983
- Vincitore della Coppa del Mondo di slalom gigante nel 1982 e nel 1983
- Vincitore della Coppa del Mondo di slalom speciale nel 1982
- Vincitore della classifica di combinata nel 1980, nel 1981, nel 1982 e nel 1983[5]
- 69 podi:
  - 27 vittorie
  - 21 secondi posti
  - 21 terzi posti

#### Coppa del Mondo - vittorie
| Data             | Località               | Paese          | Specialità |
| ---------------- | ---------------------- | -------------- | ---------- |
| 10 dicembre 1976 | Val-d'Isère            | Francia        | GS         |
| 5 marzo 1977     | Sun Valley             | Stati Uniti    | SL         |
| 12 febbraio 1978 | Chamonix               | Francia        | SL         |
| 3 marzo 1978     | Stratton Mountain      | Stati Uniti    | GS         |
| 15 gennaio 1979  | Crans-Montana          | Svizzera       | KB         |
| 5 febbraio 1979  | Jasná                  | Cecoslovacchia | SL         |
| 8 dicembre 1979  | Val-d'Isère            | Francia        | KB         |
| 10 gennaio 1981  | Morzine                | Francia        | KB         |
| 17 gennaio 1981  | Oberstaufen            | Germania Ovest | KB         |
| 1º febbraio 1981 | Sankt Anton am Arlberg | Austria        | KB         |
| 15 febbraio 1981 | Åre                    | Svezia         | SL         |
| 7 marzo 1981     | Aspen                  | Stati Uniti    | GS         |
| 15 marzo 1981    | Furano                 | Giappone       | SL         |
| 8 dicembre 1981  | Aprica                 | Italia         | KB         |
| 9 dicembre 1981  | Madonna di Campiglio   | Italia         | SL         |
| 13 dicembre 1981 | Madonna di Campiglio   | Italia         | KB         |
| 15 gennaio 1982  | Bad Wiessee            | Germania Ovest | KB         |
| 24 gennaio 1982  | Wengen                 | Svizzera       | SL         |
| 14 marzo 1982    | Jasná                  | Cecoslovacchia | SL         |
| 19 marzo 1982    | Kranjska Gora          | Jugoslavia     | GS         |
| 26 marzo 1982    | Monginevro             | Francia        | SL         |
| 23 gennaio 1983  | Kitzbühel              | Austria        | KB         |
| 6 febbraio 1983  | Sankt Anton am Arlberg | Austria        | KB         |
| 11 febbraio 1983 | Le Markstein           | Francia        | KB         |
| 7 marzo 1983     | Aspen                  | Stati Uniti    | GS         |
| 8 marzo 1983     | Vail                   | Stati Uniti    | GS         |
| 19 marzo 1983    | Furano                 | Giappone       | GS         |

Legenda:

GS = slalom gigante

SL = slalom speciale

KB = combinata

### Can-Am Cup
- Vincitore della classifica di slalom gigante nel 1977[senza fonte]

### Campionati statunitensi
- 7 ori (slalom gigante nel 1975; slalom gigante nel 1977; slalom gigante nel 1978; slalom gigante nel 1979; slalom speciale nel 1980; slalom gigante, slalom speciale nel 1981)[3]

## Statistiche

### Podi in Coppa del Mondo
| Stagione/Specialità | Slalom gigante | Slalom gigante | Slalom gigante | Slalom speciale | Slalom speciale | Slalom speciale | Combinata | Combinata | Combinata | Podi totali |
| ------------------- | -------------- | -------------- | -------------- | --------------- | --------------- | --------------- | --------- | --------- | --------- | ----------- |
| Stagione/Specialità | 1º             | 2º             | 3º             | 1º              | 2º              | 3º              | 1º        | 2º        | 3º        | Podi totali |
| 1976                |                | 1              |                |                 | 1               |                 |           |           |           | 2           |
| 1977                | 1              |                | 2              | 1               |                 |                 |           |           |           | 4           |
| 1978                | 1              | 2              |                | 1               |                 | 1               |           |           |           | 5           |
| 1979                |                | 1              |                | 1               | 2               | 2               | 1         | 1         |           | 8           |
| 1980                |                | 1              |                |                 |                 |                 | 1         |           | 2         | 4           |
| 1981                | 1              | 1              | 1              | 2               | 1               | 1               | 3         |           | 1         | 11          |
| 1982                | 1              | 6              | 2              | 4               | 3               | 1               | 3         |           |           | 20          |
| 1983                | 3              | 1              |                |                 |                 | 5               | 3         |           |           | 12          |
| 1984                |                |                | 1              |                 |                 | 1               |           |           | 1         | 3           |
| Totale              | 7              | 13             | 6              | 9               | 7               | 11              | 11        | 1         | 4         | 69          |
| Totale              | 26             | 26             | 26             | 27              | 27              | 27              | 16        | 16        | 16        | 69          |